# 马拉凯
马拉凯位于委内瑞拉中北部，是阿拉瓜州的首府，包括周边地区在内，人口1,767,217人（2008年）。
马拉凯建城于1701年，其名来自当地一个印第安人酋长，意为“幼虎”。胡安·比森特·戈麦斯统治期间，马拉凯得到了飞速的发展。